# Tianguistengo, Tepeji del Río de Ocampo
Tianguistengo är en ort i Mexiko.   Den ligger i kommunen Tepeji del Río de Ocampo och delstaten Hidalgo, i den sydöstra delen av landet, 60 km norr om huvudstaden Mexico City. Tianguistengo ligger 2 139 meter över havet och antalet invånare är 4 558.
Terrängen runt Tianguistengo är kuperad söderut, men norrut är den platt. Runt Tianguistengo är det ganska tätbefolkat, med 155 invånare per kvadratkilometer. Närmaste större samhälle är Tepeji de Ocampo, 2,0 km väster om Tianguistengo. I omgivningarna runt Tianguistengo växer huvudsakligen savannskog.